# Napoléon de Tédesco
Napoléon de Tédesco, né le 31 mars 1847 à Paris, où il est mort le 2 novembre 1922, est un ingénieur et entrepreneur français qui a joué un rôle déterminant dans la théorie du béton armé avec Edmond Coignet. 

## Biographie
Sa famille était d'origine italienne mais il a fait ses études à Paris. Il entre à l'École centrale Paris. Pendant la guerre franco-prussienne de 1870 il s'engage dans l'armée française. Blessé, il est fait prisonnier puis réussit à s'évader. Il retourne à l'école Centrale et en sort ingénieur en 1872.
Il part travailler en Turquie, en Bulgarie et en Espagne. Il entre en 1883 chez Hersent. En 1887 il fonde son bureau d'études.
En 1890, il entre chez Coignet où il est responsable du bureau d'études où il va se consacrer au développement du béton armé. En 1894, il va présenter la première formulation théorique du calcul du béton armé avec Edmond Coignet devant l'Académie des sciences et la Société des ingénieurs civils sous la dénomination de calcul des ouvrages en ciment avec ossature métallique.
En 1896, l'industrie cimentière va lui confier la rédaction de son journal Le Ciment. Il s'en sert comme un organe de culture technique, théorique et pratique, pour les différents intervenants dans la construction en béton armé.
À l'Exposition universelle de 1900, la passerelle du Globe construite avec le système Matrai s'effondre le 29 avril entraînant la mort de 9 personnes et faisant plusieurs blessés graves. Cet accident va amener le gouvernement à créer une commission du ciment armé le 19 décembre 1900. Napoléon de Tédesco avait été consulté, il fut déconsidéré. Cependant, au procès, quelques années plus tard, le tribunal a retenu la responsabilité de la Ville de Paris et l'a condamnée, mais le mal avait été fait. Pour l'Exposition universelle il avait conçu avec Edmond Coignet une galerie souterraine elliptique de 2 400 mètres et une autre sous remblai de 1 750 mètres.
À partir de 1908, il est rédacteur de la revue Le Ciment armé qui est entièrement consacré à ce matériau. Il y organise les débats techniques jusqu'à la première Guerre mondiale.